# Fortaleza da Graciosa
A chamada Fortaleza da Graciosa foi projetada para a vila de mesmo nome, localizada ao norte de Arzila, a cerca de 15 quilómetros acima da foz do rio Lucos, no litoral do Marrocos.
Segundo David Lopes, estava situada perto da confluência do rio de Larache (rio Lucos) e do rio Mkhâzen (Uádi Mocazim):
"Nós cremos que a Graciosa era (...) não muito longe do campo de batalha onde D. Sebastião depois foi morto. Esta deu-se nas margens dos rio da Ponte - como lhe chama Bernardo Rodrigues -, ou rio Mkhâzen - i. é, dos cavaleiros - (...).
Demais, segundo Pina, os mouros fizeram no rio uma estacada que cortou aos nossos a comunicação com o mar; isso quer dizer que o rio ahi é estreito (...)".

## História

### Antecedentes
Em 1471, Afonso V de Portugal e o Mulei Xeque, senhor de Arzila, assentaram pazes. Pelos seus termos, que deveriam vigorar por duas décadas, o último reconhecia ao primeiro a posse das quatro praças portuguesas do norte de Marrocos, e a partir de então, Afonso V acrescentou ao seu título o de "rei do Algarve dalém mar em África".

### A fortaleza da Graciosa
Foi projetada desde 1486, sob o reinado de João II de Portugal (1481-1495) para a foz do rio Lucos, que banha Larache, e assim dominar o acesso a Alcácer-Quibir (al-Qas al-kabir) e a Fez, consolidando a presença e o comércio portugueses na região do Marrocos. Complementarmente, pretendia-se coibir a pirataria na costa marroquina que assolava as embarcações portuguesas em trânsito de e para a costa da Guiné, e as costas e populações das ilhas atlânticas e do litoral do Algarve.
Entretanto, a expedição enviada para erguê-la só partiu em Fevereiro de 1489, em uma armada capitaneada por Gaspar Jusarte. As forças portuguesas foram confrontadas por forças marroquinas, sendo cercadas. Do Algarve chegaram a partir reforços, no total de cerca de 20 unidades, entre caravelas e outros navios comandados por Aires da Silva "capitam moor da frota", não chegando contudo o confronto a definir-se a favor de nenhum dos lados. As perdas portuguesas entretanto, foram expressivas, dada a insalubridade do local.
Mulei Xeque tomou a iniciativa de propor uma paz aos portugueses, que foram aceites por D.João II em 27 de Agosto desse mesmo ano. Diz Bernardo Rodrigues : "Mulei Xeque (...) era rei agradecido, foi sempre amigo e obrigado a el-rei Dom Afonso, e por esta razão e el-rei Dom João o segundo, seu filho ; e pareceo ser asi no feito da Graciosa ou vila que o dito rei Dom João mandou fazer três legoas acima polo rio de Larache e outras tres d'Alcacer Quebir, disse que, polo beneficio d'el-rei Dom Afonso, os leixava que se viessem a Arzila e lhe leixassem a terra, e asi se fez".
Com a retirada portuguesa da região, os muçulmanos erguem Larache (al-Araish), para defesa daquele estuário. Será na tentativa de conquista de Larache que o rei D. Sebastião (1557-1578) perderá a flor do Exército português e a própria vida, na batalha de Alcácer-Quibir, em 1578.

### Bernardo Rodrigues na Graciosa
Alguns 30 anos mais tarde, Bernardo Rodrigues encontra as ruínas do que foi a Graciosa, e referiu:
"Mas eu, como ei visto este lugar ou edeficio e ei monteado nele e morto alguns porcos e vi a cousa e o erro dos nossos pais, me recolho e não digo neste caso nada, pois vemos agora outros mores erros feitos cada dia (...).".